# Circuit intégré 7446
Le circuit intégré 7446 fait partie de la série des circuits intégrés 7400 utilisant la technologie TTL.
Ce circuit est un décodeur BCD à 7 segments avec une sortie à collecteur ouvert d'une protection de 30 volts.